# Alexandru Hurmuzaki
Alexandru Hurmuzaki, en allemand Alexander von Hormuzaki né le 19 août 1823 dans l'Oblast de Tchernivtsi et mort le 8 mars 1871 à Naples en Italie, est un homme politique, académicien et éditeur roumain.
Alexandru fut un membre fondateur de la Société académique roumaine et l'un des dirigeants du mouvement national en Bucovine. Il fut néanmoins élu député de Bucovine au Parlement autrichien.
Alexandru Hurmuzaki fut président de la Société littéraire roumaine en Bucovine, et un des membres fondateurs de l'Académie roumaine.